# Jazero (Košice)
Jazero je vodní nádrž, která vznikla v druhé polovině 20. století, nacházející se v košické městské části Nad jazerom.

## Charakteristika
Jezero je dominantou městské části Nad jazerom a je zasazeno v oblasti rekreační lokality s identickým názvem Jazero. K této rekreační zóně patří vodní plocha, lanový park, půjčovna plavidel, písčitá pláž, multifunkční hřiště: dětské a volejbalové, pro návštěvníky je v průběhu léta otevřeno mnoho stravovacích zařízení. Pokud má voda dobrou kvalitu, dá se v ní koupat. Kromě koupání je voda vhodná také na vodní sporty a rybolov. V průběhu sezóny se o bezpečnost koupajících stará plavčík a zdravotnická záchranná služba. Areál nabízí možnost opalovat se, využít vodní lyžařský vlek, jezdit na kole a kolečkových bruslích, procházet se v lesoparku a na hrázi blízké řeky Hornád.
Lyžařský vlek s názvem Trixen slouží nejen k rekreaci, ale také k uskutečňování soutěží ve free style lyžování a skocích na lyžích. Na Jazeru se každoročně uspořádává akce s názvem Košické Benátky, která je festivalovou událostí netradičních plavidel představených na ploše Jazera.

## Koupání
Vodní nádrž Jazero nepatří mezi vodní plochy, které jsou Krajským úřadem životního prostředí v Košicích vyhlášeny za vhodné ke koupání, hlavně z důvodu časté kolísavosti kvality vody v ukazatelích sinice, která má schopnost tvořit vodní květ a chlorofyl. I přesto obvykle kvalita vody vyhovuje podmínkám ke koupání a tak je tu vybudováno přírodní koupaliště, které provozuje městská část Nad jazerom. V průběhu letní sezóny se obvykle přemnoží sinice se schopností tvořit vodní květ. Z těchto důvodů město Košice ve spolupráci s odbornou společností FLOS AQUE, z.s. Brno realizují od roku 2015 ve vodní nádrži různě opatření k eliminaci sinic. V roce 2018 byl do vody dávkován speciální přípravek Profi Baktérie (nepatogenní bakterie a látky podporující jejich rozvoj). V roce 2019 proběhly další dvě aplikace přípravku. Do eliminace sinic se celkově investovalo 305 780 eur. V roce 2019 bylo na toto čištění vyčleněno 40 tisíc eur.